# Cumberland (rijeka)
Cumberland je 1107 km duga rijeka u SAD-u, koja protječe kroz američke savezne države Kentucky i Tennessee, pritoka rijeke Ohio.
Rijeka Cumberland izvire na jugoistoku države Kentucky između planina Pine i Cumberland, protječe jugom države Kentucky, zatim prelazi u sjevernio dio države Tennessee, da bi se ponovno vratila u Kentucky gdje se kod mjesta Smithland ulijeva u rijeku Ohio. 
Na rijeci se nalazi 21m visoki Cumberland slapovi, koji su jedno od rijetkih mjesta zapadne hemisfere gdje mjesečeva svjetlost može stvoriti dugu.
Veći dio rijeke je plovan zbog brojnih brana sagrađenih na rijeci, koje ujedno na rijeci formiraju i brojna jezera koja su pogodna za rekreaciju. (npr. jezero Barkley u zadanom Kentuckyu i jezero Cumberland).
U kolonijalno doba rijeku su lokalni američki indijanci nazivali "Warioto", a francuski trgovci "Shauvanona". Današnje ime je dobila 1748. u čast Princa Williama, vojvode od Cumberlanda, koji bio popularan u to vrijeme zbog pobjeda nad Jakobitima tijekom Jakobističke pobune u Velikoj Britaniji.